# Daniëlle van de Donk
Daniëlle van de Donk (Valkenswaard, 5 augustus 1991) is een Nederlands voetbalster die voor het Engelse London City Lionesses speelt en sinds 2010 uitkomt voor het Nederlands elftal. Van de Donk speelt doorgaans als aanvallende middenvelder.

## Clubcarrière
Van de Donk begon haar voetbalcarrière op 4-jarige leeftijd bij SV Valkenswaard. Later maakte ze de overstap naar UNA. In de zomer van 2008 maakte ze op 16-jarige leeftijd de overstap naar Willem II om te gaan spelen in de Eredivisie. In haar eerste seizoen speelde ze achttien van de 24 duels en maakte één doelpunt. In haar tweede seizoen kreeg ze echter een blessure aan haar kruisband, waardoor haar inbreng beperkt bleef. In het derde seizoen kwam Van de Donk weer veelvuldig aan spelen toe. Willem II stopte echter na dat seizoen met vrouwenvoetbal. Daarop besloot Van de Donk over te stappen naar VVV-Venlo. Na een jaar keerde ze terug naar Brabant, naar het nieuwe team van PSV/FC Eindhoven. In 2015 maakte ze na het wereldkampioenschap voetbal een transfer naar het Zweedse Kopparbergs/Göteborg FC, vanwaaruit ze na een half seizoen al de overstap maakte richting de Engelse top door te tekenen bij Arsenal WFC. In haar eerste seizoen won Van de Donk met Arsenal het Engelse bekertoernooi.
Vanaf het seizoen 2020/21 kwam Van de Donk vier seizoenen uit voor het Franse Olympique Lyon. Met de club werd ze viermaal landskampioen van de Division 1. In 2025 maakte Van de Donk de overstap naar het naar de Engelse FA Women's Super League gepromoveerde London City Lionesses.

## Interlandcarrière
Begin september 2008 debuteerde Van de Donk in het Nederlands elftal onder 19 jaar tegen Denemarken. Ze wist die wedstrijd ook tot scoren te komen. Later die maand werd ze door bondscoach Vera Pauw ook opgeroepen voor het Nederlands A-elftal, voor het beslissende EK-kwalificatieduel tegen België. Ze kwam daarin echter niet in actie. Op 15 december 2010 maakte ze wel haar debuut voor het Nederlands vrouwenvoetbalelftal; in een vriendschappelijke interland tegen Mexico mocht Van de Donk vijf minuten voor tijd invallen. 
In 2015 behoorde ze tot de selectie voor het wereldkampioenschap voetbal 2015 en twee jaar later speelde ze met het Nederland op het Europees kampioenschap in eigen land. Op dit toernooi stond Van de Donk iedere wedstrijd in de basisopstelling van Nederland. Tevens maakte ze de 2-0 in de halve finale tegen Engeland. Vanwege haar prestaties in die halve finale werd Van de Donk door de UEFA uitgeroepen tot 'Speelster van de wedstrijd'. Nederland won uiteindelijk met 3-0 van Engeland waardoor de finale van het EK werd bereikt. Op 6 augustus 2017 werd Nederland, met Van de Donk wederom in de basisopstelling, Europees kampioen door in de finale Denemarken met 4-2 te verslaan.
| Interlandgoals                             | Interlandgoals    | Interlandgoals                                   | Interlandgoals | Interlandgoals | Interlandgoals | Interlandgoals         |
| ------------------------------------------ | ----------------- | ------------------------------------------------ | -------------- | -------------- | -------------- | ---------------------- |
|                                            |                   |                                                  |                |                |                |                        |
| Goal                                       | Datum             | Locatie                                          | Tegenstander   | Score          | Uitslag        | Competitie             |
| 1.                                         | 22 augustus 2011  | Hohhot City Stadium, Hohhot, China               | China          | 1–0            | 1–1            | Vriendschappelijk      |
| (2.)*                                      | 1 juni 2012       | Woezik, Wijchen, Nederland                       | Noord-Korea    | 2–1            | 4–1            | Vriendschappelijk      |
| 2.                                         | 20 juni 2012      | Stadion Srem Jakovo, Jakovo, Servië              | Servië         | 4–0            | 4–0            | EK-kwalificatie 2013   |
| 3.                                         | 6 maart 2013      | GSZ Stadium, Larnaca, Cyprus                     | Finland        | 1–1            | 1–1            | Cyprus Cup 2013        |
| 4.                                         | 17 september 2014 | Nadderud Stadion, Bekkestua, Noorwegen           | Noorwegen      | 2–0            | 2–0            | WK-kwalificatie 2015   |
| 5.                                         | 20 mei 2015       | Sparta Stadion, Rotterdam, Nederland             | Estland        | 2–0            | 7–0            | Vriendschappelijk      |
| 6.                                         | 20 mei 2015       | Sparta Stadion, Rotterdam, Nederland             | Estland        | 4–0            | 7–0            | Vriendschappelijk      |
| 7.                                         | 17 september 2015 | De Vijverberg, Doetinchem Nederland              | Wit-Rusland    | 3–0            | 8–0            | Vriendschappelijk      |
| 8.                                         | 23 oktober 2015   | Stade Jean-Bouin, Parijs, Frankrijk              | Frankrijk      | 1–0            | 2–1            | Vriendschappelijk      |
| 9.                                         | 25 januari 2016   | Spice Hotel, Belek, Turkije                      | Denemarken     | 2–1            | 2–1            | Vriendschappelijk      |
| 10.                                        | 8 juli 2017       | Sparta Stadion, Rotterdam, Nederland             | Wales          | 2–0            | 5–0            | Vriendschappelijk      |
| 11.                                        | 3 augustus 2017   | De Grolsch Veste, Enschede, Nederland            | Engeland       | 2–0            | 3–0            | EK Vrouwen 2017        |
| 12.                                        | 8 juni 2018       | Shamrock Park, Portadown, Noord-Ierland          | Noord-Ierland  | 2–0            | 5–0            | WK-kwalificatie 2019   |
| 13.                                        | 9 april 2019      | AFAS Stadion, Alkmaar, Nederland                 | Chili          | 1-0            | 7-0            | Vriendschappelijk      |
| 14.                                        | 9 april 2019      | AFAS Stadion, Alkmaar, Nederland                 | Chili          | 3-0            | 7-0            | Vriendschappelijk      |
| 15.                                        | 9 april 2019      | AFAS Stadion, Alkmaar, Nederland                 | Chili          | 4-0            | 7-0            | Vriendschappelijk      |
| 16.                                        | 9 april 2019      | AFAS Stadion, Alkmaar, Nederland                 | Chili          | 7-0            | 7-0            | Vriendschappelijk      |
| 17.                                        | 3 september 2019  | Abe Lenstra Stadion, Heerenveen                  | Turkije        | 2-0            | 3-0            | EK-kwalificatie        |
| 18.                                        | 8 October 2019    | Philips Stadion, Eindhoven, Nederland            | Rusland        | 1–0            | 2–0            | EK-kwalificatie        |
| 19.                                        | 8 November 2019   | Doğanlar Stadium, İzmir, Turkije                 | Turkije        | 4–0            | 8–0            | EK-kwalificatie        |
| 20.                                        | 8 November 2019   | Doğanlar Stadium, İzmir, Turkije                 | Turkije        | 6–0            | 8–0            | EK-kwalificatie        |
| 21.                                        | 8 November 2019   | Doğanlar Stadium, İzmir, Turkije                 | Turkije        | 7–0            | 8–0            | EK-kwalificatie        |
| 22.                                        | 23 Oktober 2020   | Euroborg, Groningen, Nederland                   | Estland        | 1–0            | 7–0            | EK-kwalificatie        |
| 23.                                        | 23 Oktober 2020   | Euroborg, Groningen, Nederland                   | Estland        | 2–0            | 7–0            | EK-kwalificatie        |
| 24.                                        | 27 Oktober 2020   | Fadil Vokrri Stadium, Pristina, Kosovo           | Kosovo         | 1-0            | 6-0            | EK-kwalificatie        |
| 25.                                        | 18 februari 2021  | Koning Boudewijnstadion, Brussel, België         | België         | 1-5            | 1-6            | Vriendschappelijk      |
| 26.                                        | 24 februari 2021  | Covebo stadion - De Koel, Venlo, Nederland       | Duitsland      | 2-1            | 2-1            | Vriendschappelijk      |
| 27.                                        | 13 april 2021     | Goffertstadion, Nijmegen, Nederland              | Australië      | 5-0            | 5-0            | Vriendschappelijk      |
| 28.                                        | 15 juni 2021      | De Grolsch Veste, Enschede, Nederland            | Noorwegen      | 7-0            | 7-0            | Vriendschappelijk      |
| 29.                                        | 21 september 2021 | Laugardalsvöllur, Reykjavik, IJsland             | IJsland        | 0-1            | 0-2            | WK-kwalificatie        |
| 30.                                        | 22 oktober 2021   | AEK Arena, Larnaca, Cyprus                       | Cyprus         | 0-2            | 0-8            | WK-kwalificatie        |
| 31.                                        | 26 oktober 2021   | Dinamo,Minsk, Wit-Rusland                        | Wit-Rusland    | 0-2            | 0-2            | WK-kwalificatie        |
| 32.                                        | 27 november 2021  | Městský Stadion, Ostrava, Tsjechië               | Tsjechië       | 1-1            | 2-2            | WK-kwalificatie        |
| 33.                                        | 13 juli 2022      | Leigh Sports Village, Leigh, Verenigd Koninkrijk | Portugal       | 3-2            | 3-2            | EK 2022                |
| 34.                                        | 11 november 2022  | Stadion Galgenwaard, Utrecht, Nederland          | Costa Rica     | 1-0            | 4-0            | Vriendschappelijk      |
| 35.                                        | 1 augustus 2023   | Dunedin Stadium, Dunedin, Nieuw-Zeeland          | Vietnam        | 0-5            | 0-7            | WK 2023                |
| 36.                                        | 27 oktober 2023   | Goffertstadion, Nijmegen, Nederland              | Schotland      | 1-0            | 4-0            | Nations League 2023/24 |
| * Werd niet erkend als officiële interland |                   |                                                  |                |                |                |                        |

## Privé
Van de Donk is getrouwd met voetbalster Ellie Carpenter.

## Statistieken
| Seizoen | Club                    | Land      | Competitie          | Wedstrijden | Doelpunten |
| ------- | ----------------------- | --------- | ------------------- | ----------- | ---------- |
| 2008/09 | Willem II               | Nederland | Eredivisie          | 18          | 1          |
| 2009/10 | Willem II               | Nederland | Eredivisie          | 8           | 0          |
| 2010/11 | Willem II               | Nederland | Eredivisie          | 21          | 4          |
| 2011/12 | VVV-Venlo               | Nederland | Eredivisie          | 18          | 8          |
| 2012/13 | PSV/FC Eindhoven        | Nederland | Women's BeNe League | 22          | 14         |
| 2013/14 | PSV/FC Eindhoven        | Nederland | Women's BeNe League | 24          | 31         |
| 2014/15 | PSV/FC Eindhoven        | Nederland | Women's BeNe League | 18          | 10         |
| 2015/16 | Kopparbergs/Göteborg FC | Zweden    | Damallsvenskan      | 13          | 4          |
| 2016    | Arsenal WFC             | Engeland  | Super League        | 15          | 3          |
| 2017    | Arsenal WFC             | Engeland  | Super League        | 8           | 2          |
| 2017/18 | Arsenal WFC             | Engeland  | Super League        | 18          | 5          |
| 2018/19 | Arsenal WFC             | Engeland  | Super League        | 19          | 11         |
| 2019/20 | Arsenal WFC             | Engeland  | Super League        | 15          | 5          |
| 2020/21 | Arsenal WFC             | Engeland  | Super League        | 21          | 2          |
| 2021/22 | Olympique Lyonnais      | Frankrijk | FD1                 | 9           | 3          |
| 2022/23 | Olympique Lyonnais      | Frankrijk | FD1                 | 19          | 4          |
| 2023/24 | Olympique Lyonnais      | Frankrijk | FD1                 | 20          | 3          |
| 2024/25 | Olympique Lyonnais      | Frankrijk | FD1                 | 19          | 5          |
| 2025/26 | London City Lionesses   | Engeland  | Super League        | 0           | 0          |
| Totaal  | Totaal                  | Totaal    | Totaal              | 296         | 112        |

Bijgewerkt op 20 juni 2025.

## Erelijst
Arsenal WFC
- FA Women's Cup: 2015/16[12]
- FA WSL Cup: 2017/18
- FA WSL: 2018/19

 Nederland
- Europees kampioenschap: 2017
- Wereldkampioenschap: tweede in 2019

🇫🇷Olympique lyonnais 
- Division 1 féminine kampioen: 2021/2022, 2022/2023, 2023/2024, 2024/2025
- Champions league: 2021/2022
- Coupe de France féminine: 2022/2023
- Trophée des championnes féminine: 2022, 2023

Individueel
- UEFA Player of the Match Award Netherlands-England, 3 augustus 2017, FC Twente Stadion - Enschede[13]
- Ridder in de Orde van Oranje-Nassau.[14]